# 大相撲昭和3年3月場所
大相撲昭和3年3月場所（おおずもうしょうわさんねんさんがつばしょ）は、1928年（昭和3年）3月14日からの3月24日までの11日間、愛知県名古屋市中区大池町で開催された大相撲本場所である。

## 概要
前年末に東京相撲が大阪相撲を吸収合併して大相撲に一本化されて以降、東京両国国技館と西日本で交互に本場所を開催（各年2場所）していたが、当時は旧東京方・大阪方の間で不和があったため、成績の集計と番付編成も東西別々に行われていた。そのため、本場所の番付編成は、直前の1月場所（東京開催）ではなく、その前の10月場所（京都開催）をもとに行われた。
前場所の優勝争いが、不戦勝の取り扱いを巡って揉めたのを受けて、不戦勝の制度が周知徹底された。具体的には、10日と千秋楽しか適用しなかったのを全日適用として、また不戦勝の力士は土俵上で勝ち名乗りを受けるようにした。

## 番付・星取表
幕内
| 東 85点      | 東 85点    | 東 85点        | 番付     | 西 103点（優勝） | 西 103点（優勝） | 西 103点（優勝） |
| 備考         | 成績       | 力士名         | 番付     | 力士名           | 成績             | 備考             |
| ------------ | ---------- | -------------- | -------- | ---------------- | ---------------- | ---------------- |
|              | 7勝4敗     | 宮城山福松     | 横綱     | 常ノ花寛市       | 10勝1敗          | 優勝次点         |
|              | 全休       | 西ノ海嘉治郎   | 張出横綱 |                  |                  |                  |
| 幕内最高優勝 | 10勝0敗1分 | 能代潟錦作     | 大関     | 常陸岩英太郎     | 全休             |                  |
|              | 7勝4敗     | 豊國福馬       | 張出大関 | 大ノ里萬助       | 8勝3敗           |                  |
| 新関脇       | 6勝5敗     | 錦洋与三郎     | 関脇     | 山錦善治郎       | 6勝5敗           |                  |
|              | 9勝2敗     | 清瀬川敬之助   | 小結     | 出羽ヶ嶽文治郎   | 6勝5敗           |                  |
|              |            |                | 張出小結 | 玉錦三右衛門     | 6勝4敗1分        |                  |
|              | 1勝2敗8休  | 大蛇山雄作     | 前頭1    | 若常陸恒吉       | 3勝8敗           |                  |
|              | 5勝6敗     | 星甲実義       | 前頭2    | 錦城山勇吉       | 4勝7敗           |                  |
|              | 4勝7敗     | 阿久津川高一郎 | 前頭3    | 雷ノ峰伊助       | 2勝9敗           |                  |
|              | 3勝8敗     | 真鶴秀五郎     | 前頭4    | 外ヶ濱弥太郎     | 全休             |                  |
|              | 0勝1敗10休 | 東関善三郎     | 前頭5    | 若葉山鐘         | 7勝4敗           |                  |
|              | 全休       | 三杉磯善七     | 前頭6    | 桂川力蔵         | 0勝2敗9休        |                  |
|              | 3勝8敗     | 吉野山要次郎   | 前頭7    | 白岩亮治         | 4勝7敗           |                  |
|              | 2勝9敗     | 一ノ浜善之助   | 前頭8    | 荒熊谷五郎       | 3勝8敗           |                  |
|              | 0勝1敗10休 | 朝光亀太郎     | 前頭9    | 新海幸蔵         | 7勝4敗           |                  |
| 新入幕       | 7勝4敗     | 幡瀬川邦七郎   | 前頭10   | 常陸嶽理市       | 6勝5敗           |                  |
| 新入幕       | 1勝10敗    | 潮ノ濱義夫     | 前頭11   | 綾錦由之丞       | 6勝5敗           |                  |
|              | 7勝4敗     | 池田川助松     | 前頭12   | 太郎山勇吉       | 6勝5敗           |                  |
|              | 8勝3敗     | 男女ノ川供治郎 | 前頭13   | 開月勘太郎       | 4勝6敗1分        | 新入幕           |
|              | 2勝9敗     | 劔岳吉五郎     | 前頭14   | 鏡岩善四郎       | 8勝3敗           | 優勝旗手 新入幕  |
|              | 1勝6敗4休  | 朝響信親       | 前頭15   | 玉碇佐太郎       | 6勝5敗           | 新入幕           |

## 表彰
| タイトル     | タイトル     | 四股名     | 地位   | 回数 | 成績       | 部屋     | 出身         | 備考 |
| ------------ | ------------ | ---------- | ------ | ---- | ---------- | -------- | ------------ | ---- |
| 幕内最高優勝 | 幕内最高優勝 | 能代潟錦作 | 東大関 | 初   | 10勝0敗1分 | 錦島部屋 | 秋田県山本郡 |      |

## 備考
- 優勝争いは、休場明けの横綱常ノ花と、初優勝を目指す大関能代潟の間で争われた。8日目、常ノ花は全勝、能代潟は1分（6日目、小結玉錦戦）で結びに直接対決が行われ、能代潟が勝利、逆転して半星リードとなる。このまま両者勝ち進み、最終的に能代潟が1分（勝ち越し10）、常ノ花が1敗（勝ち越し9）となり、能代潟が初優勝を果たす。